# Intermezzo (film 1936)
Intermezzo è un film del 1936 diretto da Gustaf Molander distribuito in Italia anche col titolo La sposa scomparsa.
Questo film lanciò la Bergman a livello internazionale e le fece ottenere un contratto con David O. Selznick che prevedeva la sua partecipazione al remake americano diretto da Gregory Ratoff.

## Trama
Holger Brandt, violinista di fama, torna in Svezia dopo una lunghissima e piuttosto redditizia tournée internazionale realizzata in duo assieme al collega ed amico Thomas Stenborg, pianista. Thomas, più anziano di Holger, annuncia di volersi ritirare dalla faticosa vita dei tour, e di andare in pensione, curando il proprio orto e mantenendo l'attività di insegnamento privato. Fra i suoi allievi c'è la dotatissima Anita Hoffman, che a sua volta dà lezioni alla piccola Ann-Marie, di sette anni, la figlia minore di Holger.
Le continue e prolungate assenze da casa di Holger - dovute ai suoi impegni professionali ma anche dal desiderio di vita avventurosa che gli impedisce di passare troppo tempo fra quattro pareti – suscitano apprensione in sua moglie Margit e qualche instabilità nei loro figli. C'è poi il problema, per Charles Möller, l'impresario del duo, nonché amico di entrambe le famiglie, di trovare un nuovo pianista: Anita sarebbe la persona adatta, se non che la giovane musicista, anche su consiglio di Thomas, preferisce perfezionarsi ulteriormente prima di eventualmente gettarsi nello show-business. Ma Anita accetta, per il fatto che nel frattempo ha instaurato un rapporto amoroso con Holger.
Il violinista confessa l'infedeltà alla moglie, lascia la famiglia ed inizia una nuova tournée con Anita. Dopo l'ultima serata Anita e Holger si concedono una vacanza in un paesino sulle Alpi. Qui una serie di circostanze indicano che il rapporto fra il violinista ed Anita probabilmente non ha solide basi: Holger sente una incoffessata nostalgia di casa (innanzitutto di sua figlia Ann-Marie), mentre Anita apprende di aver vinto una prestigiosissima borsa di studio per un corso di perfezionamento a Parigi. La pianista si rende conto che il suo rapporto con Holger non è stato, per lui, che un intermezzo, e, senza avvertirlo, parte per Parigi.
Holger comincia a vagare per l'Europa, e, nonostante le lettere che riceve da Charles che lo invitano a tornare, non si rende conto della propria stessa situazione se non quando, in un bistrot francese, non incontra un marinaio svedese un poco alticcio che gli parla della propria esperienza di persona priva di un fulcro da chiamare "casa" da quando aveva deciso di imbarcarsi e vagare per il vasto mondo.
Holger ritorna. Charles, che lo accoglie alla pensilina del treno, sta per condurlo a casa propria, quando Holger chiede all'autista del taxi di accompagnarli invece alla scuola dove Ann-Marie avrebbe di lì a poco dovuto entrare. Ann-Marie vede il padre, gli corre incontro entusiasta, e finisce travolta da un'auto.
All'ospedale accorrono i famigliari e gli amici di Holger. Dopo aver appreso che la bambina si salverà, Margit accoglie il marito: "Bentornato a casa!"

## Produzione
Il film è stato girato fra il 28 marzo e il 19 giugno del 1936. Gli interni sono stati realizzati presso i teatri di posa "Filmstaden" della Svensk Filmindustri a Råsunda; le riprese esterne sono state effettuate sull'isola di Vilna (Göteborg) e a Stoccolma.
Gustaf Molander, in una intervista radiofonica del 1972, ricorda: "Sono sempre stato interessato al violino, e da piccolo lo suonavo anche un po'; poi ho smesso, con grande sollievo della mia famiglia. In ogni caso, ho cominciato a concepire la storia di un violinista di fama internazionale, e ho lavorato su di essa insieme al mio sceneggiatore Gösta Stevens. Infine ho letto il lavoro finito a Gösta Ekman, che vi ci si è affezionato. Alcune delle riprese si sono rivelate essere piuttosto macchinose. Quelle in cui Ekman suona hanno avuto bisogno della collaborazione di tre violinisti: uno si occupava della mano sinistra sulla tastiera, il secondo maneggiava l'archetto. A volte era lo stesso Ekman a dare colpi d'arco, ma non quando la cosa diventava troppo complicata. La musica era contemporaneamente suonata da un terzo violinista, Charles Barkel."
Il violinista che esegue le musiche suonate nel film dal personaggio di Holger Brandt è stato Charles Barkel (1896-1973), mentre la musica suonata dal personaggio di Anita Hoffman è stata eseguita dalla pianista Stina Sundell (1902-1993). L'orchestra della Svensk Filmindustri è stata diretta da Eric Bengtson (1897-1948).
Le copie della pellicola conservate presso lo Svenska Filminstitutet (che detiene anche materiale cartaceo originale concernente la sceneggiatura), ciascuna consistente in 4 bobine, hanno una lunghezza fra i 1521 e i 1625 metri.

## Colonna sonora
Nel corso del film si possono sentire i (frammenti dei) seguenti brani: 
- Intermezzo (Souvenir de Vienne), di Heinz Provost (1892-1959),
- Frühlingsrauschen, op. 32, n° 3, di Christian Sinding,
- Wiener Bonbons, op. 307, di Johann Strauss (figlio),
- Lieb Minchen, di Andreas Wiegand,
- Sehnsucht nach Tirol, eseguito sulla cetra da tavolo,
- En gång i bredd med de, canto popolare svedese,
- Prométée enchaîné, di Jules Buisson.[3]

## Distribuzione
Intermezzo è uscito nelle sale cinematografiche svedesi il 16 novembre 1936, in contemporanea a Stoccolma e a Uppsala. Alla fine del 1937 il film era stato distribuito in Croazia, Slovenia, Danimarca, Finlandia e Stati Uniti.
Il film ha avuto diverse edizioni in VHS, DVD e Blu-ray. Fra quelle in DVD si ricordano: quella della Svensk Filmindustri del 2017 ("Ingrid Bergman – Volym 1"); quella a cura della Fox Lorbert, con audio originale e sottotitoli anche in italiano; e quella edita dalla CG Entertainment ("Intermezzo – Special Edition"), che contiene anche il remake hollywoodiano del 1939, entrambi doppiati in italiano: il film è presentato con il titolo italiano – giudicato "totalmente insensato" - di La sposa scomparsa.

## Accoglienza
Le accoglienze riservate al film nella stampa svedese coeva non sono state particolarmente entusiastiche.
Sul Dagens Nyheter si può leggere: "Troppi film svedesi degli ultimi tempi non hanno avuto successo perché concepiti senza particolari ambizioni. Le delusioni cui va incontro il nuovo film di Gustaf Molander, Intermezzo, sono di tipo diverso, in quanto sono precisamente legate alle pretese del film, alla sua ambizione di essere un film d'arte in ogni dettaglio. È un rischio che raramente si corre nel caso di Molander: quello della mancanza di gusto. (…) Con tutte le sue banalità, la trama potrebbe tuttavia essere interessante. L'intera vicenda è narrata col tono morbido che sembra essere proprio a Molander (…) ma è proprio questa imparzialità della narrazione che si trasforma in noia"
Sul Stockholms-Tidningen, a firma "Robin Hood" (Bengt Idestam-Almqvist) leggiamo: "Molander non si è tirato indietro rispetto allo stile simbolico che aveva utilizzato in En natt. (…) Proprio per questo il ritmo del film viene ad essere un po' blando, fino al colpo di scena dell'incidente automobilistico."
Il redattore dello Svenska Dagbladet riteneva che: "Come forse nessun altro regista svedese, Molander ha imparato l'arte di non dire troppo, di non essere troppo elaborato. Con una singola scena o con l'utilizzo di un simbolo egli riesce a rendere lo sviluppo di un evento o uno stato d'animo. (…) Bisogna peraltro ammettere che anche in questo film gli attori difficilmente riescono a liberarsi dalle consuetudini teatrali."
La critica statunitense coeva viceversa lodava il film. Il New York Herald Tribune riteneva Intermezzo "uno dei migliori film stranieri. Ogni scena è caratterizzata da una meravigliosa intensità poetica", mentre Variety giungeva alla conclusione che "la stella della signorina Bergman è destinata a brillare ad Hollywood", come poi infatti è accaduto.

## Influenza culturale
Il film Till Gösta Ekmans minne del 1938 contiene scene di svariati film di Gösta Ekman, fra i quali Intermezzo.
Il film del 1993 Minns Ni?, di Leif Furhammar, è costituito interamente da una serie di spezzoni di ben 170 film svedesi, dalle origini in poi, e contiene frammenti di Intermezzo.

## Remake
Intermezzo ha avuto un remake negli Stati Uniti nel 1939, con il medesimo titolo, realizzato da Gregory Ratoff, sempre con Ingrid Bergman nella parte di Anita e Leslie Howard nella parte del violinista Holger. Massimiliano Schiavoni ritiene che "superate le ininfluenti somiglianze, ci troviamo di fronte a due film molto diversi, che soprattutto ci parlano di due industrie e due modi di vedere e pensare il cinema notevolmente distanti."
Il film è stato fatto oggetto di un ulteriore rifacimento variato, in versione country, in Accordi sul palcoscenico (Honeysuckle Rose) di Jerry Schatzberg, del 1980.